# Just Can't Get Enough (chanson des Black Eyed Peas)
Pour les articles homonymes, voir Just Can't Get Enough.
Singles de The Black Eyed Peas
The Time (Dirty Bit)
(2010) Don't Stop the Party
(2011)
Pistes de The Beginning
The Best One Yet (The Boy) Play It Loud
Just Can't Get Enough est une chanson du groupe de hip-hop américain The Black Eyed Peas de leur sixième album studio The Beginning. Il est sorti le 18 février 2011 en France.

## Track listing
UK CD single
1. Just Can't Get Enough – 3:37
2. The Time (Dirty Bit) (Afrojack Remix) – 7:53

## Classement

### Classement hebdomadaire
| Classement (2011)                        | Meilleure position |
| ---------------------------------------- | ------------------ |
| Australie (ARIA)                         | 3                  |
| Autriche (Ö3 Austria Top 40)             | 2                  |
| Belgique (Flandre Ultratop 50 Singles)   | 6                  |
| Belgique (Wallonie Ultratop 50 Singles)  | 2                  |
| Canada (Billboard Hot 100)               | 12                 |
| Tchéquie (IFPI Rádio)                    | 37                 |
| France (SNEP)                            | 1                  |
| Allemagne (Media Control AG)             | 9                  |
| Allemagne (Téléchargement Media Control) | 5                  |
| Irlande (IRMA)                           | 10                 |
| Italie (FIMI)                            | 5                  |
| Pays-Bas (Single Top 100)                | 49                 |
| Nouvelle-Zélande (RIANZ)                 | 4                  |
| Écosse                                   | 15                 |
| Slovaquie (IFPI Rádio)                   | 6                  |
| Suisse (Schweizer Hitparade)             | 3                  |
| Royaume-Uni (UK Singles Chart)           | 3                  |
| Royaume-Uni (UK Dance Chart)             | 1                  |
| États-Unis (Billboard Hot 100)           | 3                  |
| États-Unis (Billboard Latin Pop Songs)   | 31                 |
| États-Unis (Billboard Pop Songs)         | 15                 |

### Classement annuel
| Classement (2011) | Position |
| ----------------- | -------- |
| France SNEP       | 5        |

## Clip
Le clip de Just Can't Get Enough est sorti le 16 mars 2011. Il a été tourné au Japon, une semaine avant le séisme qui a frappé le pays le 11 mars. Le clip invite d'ailleurs à faire un don au Japon pour les aider à la suite de cette terrible catastrophe. On voit dans le clip les 4 membres des Black Eyed Peas dans les rues de Tokyo dans un décor très futuriste, leur marque de fabrique depuis deux ans.
Celui-ci s'inspire du film Lost In Translation de Sofia Coppola